# Kunduz
Kunduz (eller Kondoz; pashto: کندز; dari: قندوز) er en by i det nordlige Afghanistan,  med 356.536(2020) indbyggere. Byen er hovedstad i en provins af samme navn, der ligger op til grænsen til nabolandet Tadsjikistan.